# Conferència web

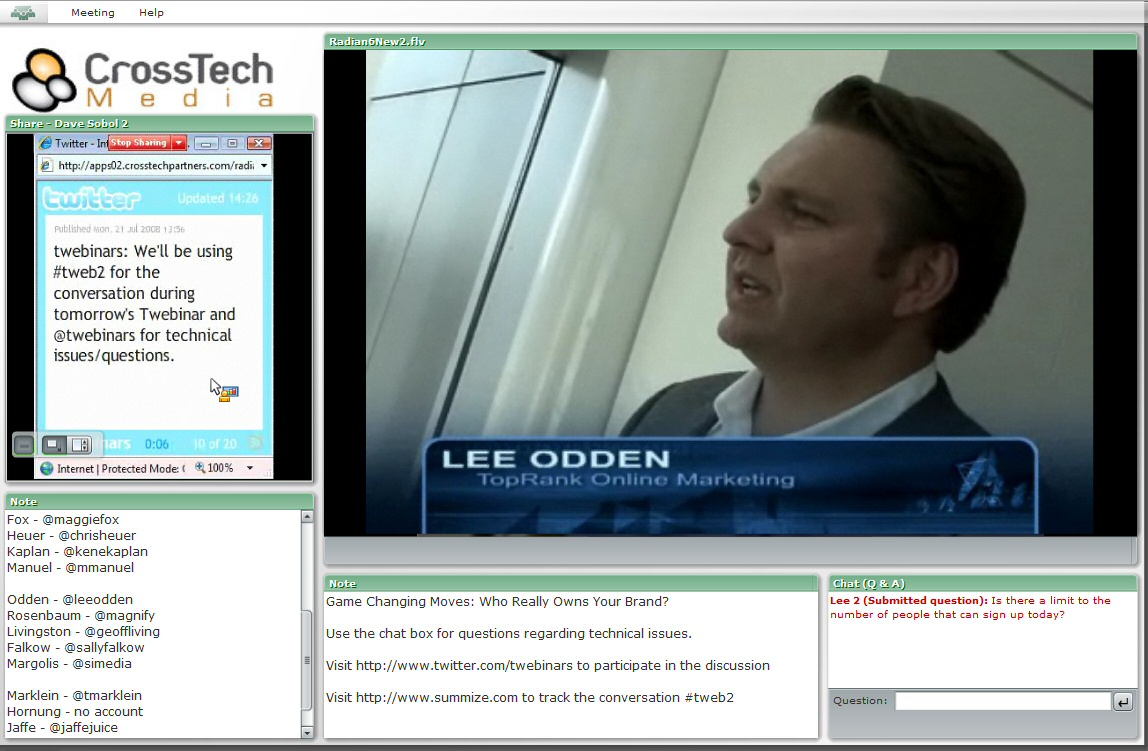
Exemple de pantalla d'ordinador per a conferències web.

Una conferència web (dita també popularment webinar) és una trobada o xerrada feta per mitjans de videoconferència, on es transmeten vídeo i àudio i també dades entre dos o més usuaris remots usant ordinadors o aparells anàlegs.
És un format de comunicació molt usat en el món comercial i empresarial, però també en el món educatiu.
Pel seu baix cost, s'usa habitualment protocol d'internet (IP).